# Hans Im Thurn-Stokar

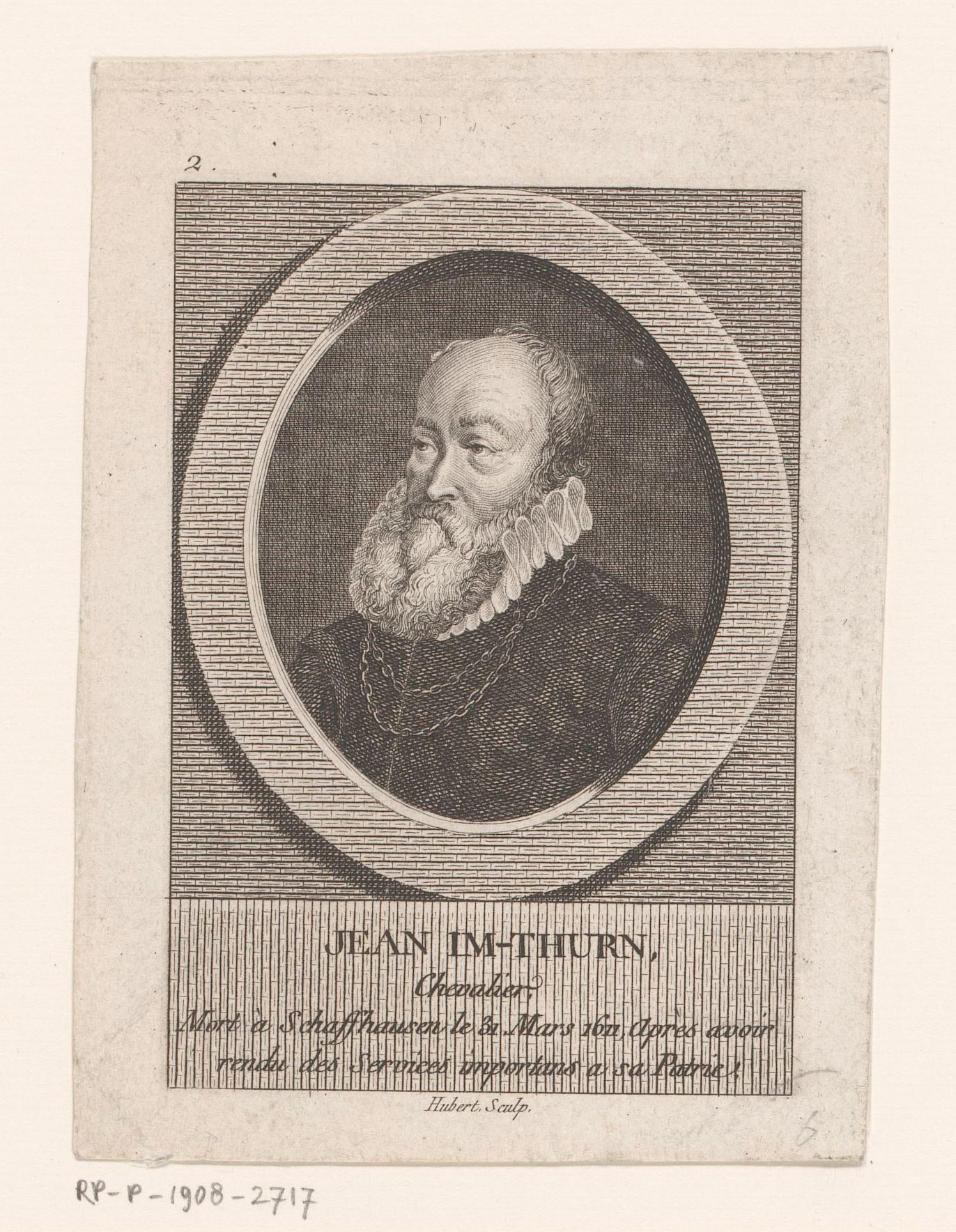
Kupferstich-Porträt nach dem Original aus Johann Wilhelm Ziegler: Kurtze Beschreibung dess Weyland Edlen. ... Hansen Im Thurn ... Lebens und Sterbens. Sampt vorgehendem weitleufigem Bericht vom Ursprung und Namen dess ... Geschlechts deren im Thurn .. Darzü auch getruckt etliche ihme zů ehren und gedechtnus gestelte Lateinische Carmina Johannes Rudolf Wolf Zürich 1611

Hans Im Thurn-Stokar (* 1535 in Schaffhausen; † 31. März 1611) war ein Adliger aus dem Geschlecht der Im Thurn, einem Adels- und Patriziergeschlecht der Stadt Schaffhausen. Er war Vogtherr von Thayngen und Altikon, 1578 Obervogt von Neunkirch, Reichsvogt, Bannerherr und Säckelmeister der, de jure Reichsstadt Schaffhausen, de facto der Alten Eidgenossenschaft zugehörig.

## Leben
Hans Im Thurn-Stokar war der Sohn des Bat Wilhelm Im Thurn (1532–1550) und dessen Frau Dorothea Schultheiß, eine Tochter eines Konstanzer Bürgermeisters. Er hatte fünf Brüder und drei Schwestern. 
Sein Vater sandte ihn auf die Schulen in Aarau, Brugg und Zürich wo er die Freien Künste, Latein, Rhetorik und Dialektik erlernte. Durch den frühen Tod seines Vaters und dessen Nachfolge konnte er nicht weiterstudieren, bildete sich aber selbst weiter. Er fertigte alle Schreiben bis zu seinem Tod selbst. Nach seiner Heirat erwarben sie die Herrschaft Altikon mit dem Schloss Altikon und den Weilern Feldi und Schneydt. 1576 erbauten sie das Sesshaus zum Süßen Winkel in Schaffhausen. In Thayngen besaßen die Im Thurn bereits 1306 einen Halben Hof. Diesen Besitz bauten sie im Lauf der Zeit weiter aus, so dass Hans Im Thurn in den Jahren 1593 bis 1604 das gemauerte Haus durch den noch heute bestehenden Bau, das Schloss Thayngen, als neuen Sitz des Schaffhauser Landvogtes und persönlichen Sommersitz ersetzen konnte. Er war beim Volk sehr beliebt, er war freigebig und half gerne, er war 28-mal Taufpate, und vermachte in seinem Testament 200 Gulden für die Armen zu Thayngen. Als er älter wurde, war sein Spruch: Das ewige Gut macht guten Mut, das zeitliche mir erleiden tut. 1615 erweiterte sein Sohn und der spätere Bürgermeister von Schaffhausen, Hans Im Thurn-Peyer, den Bau mit dem Anstoss uf dem Kerhals, um den nördlichen Anbau.

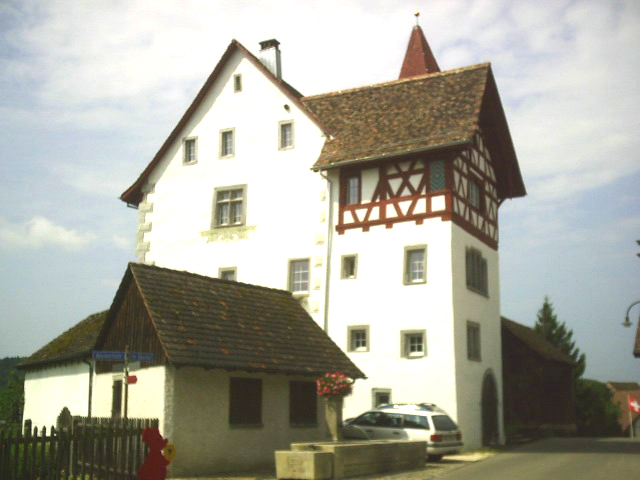
Erbaut von Hans Im Thurn-Stokar: Schloss Thayngen

Hans Im Thurn-Stokar heiratete mit 24 Jahren im Jahr 1559 Margreth Stokar (* 1. Febr. 1544; † 3. April 1598), Tochter des Benedikt Stokar und hatte fünf Söhne und drei Töchter:
- Bat Wilhelm (1562–1612) ⚭ M. Burgauer
- Benedict (1563–1627), Gerichtsherr zu Altikon ⚭ 1. M. Zollikofer, 2. E. P. Effinger
- Rueger (1569–1617), Pannerherr, ⚭ Anna Koler
- Hans Im Thurn-Peyer, (1579–1648), Bürgermeister von Schaffhausen, ⚭ Barbara Peyer
- Joachim (1580–1635), in Zürich und Altikon ⚭ Barbara Schmid
- Ursula (1593 ⚭ Tobias Peyer)
- Margreth (1573–1642) ⚭ 1. Hans Konrad Peyer im Hof; 2. Hans Christ. v. Waldkirch
- Elisabeth (1582–1629) ⚭ A. v. Waldkirch

Er hatte noch eine Tochter
- Maria (1611) ⚭ Hans Kaspar Peyer (bei Rüeger nicht genannt ?)

und er hatte noch drei weitere Söhne, die aber früh verstarben, oder umkamen:
- Eberhart starb  am 18. Oktober 1592 als Student in Straßburg
- Friedrich, erstochen am 15. Dezember 1595 von einem Tischgenossen bei einem Duell in Straßburg
- Hans Albrecht, am 8. Januar 1596 bei Marseille als Fähnrich in französischen Diensten erschlagen.

Er war ein Zeitgenosse und Freund des Schaffhauser Chronisten Johann Jakob Rüeger, dieser erwähnt ihn lobend, und teilt mit, dass er ihm sehr behilflich zur Abfassung seiner Chronik war. Sein Schwiegersohn, Johann Wilhelm Ziegler († 1608) verfasste einen Nachruf, der 1611 im Druck erschien, und ein Kupferstichporträt enthält. Die Internet Recherche ergab das gleiche Blatt als Einblatt Druck im Graphischen Bestand des Germanischen Nationalmuseums, ein Foto ist online im Marburger Bildindex. Das Blatt hat als Sterbedatum: Placide apud suos obdormiuit Ano 1611, ultimo Martij das heisst: Schlief ruhig ein den letzten Tag im März 1611, und den Spruch auf Latein: Dieser Körper arbeitet nicht mehr, denn er trug, als er noch am Leben war, das Licht und das Leben zu seinem Vater, das ist des Thurnschen Geschlechts Herrlichkeit, Ruhm und Ehre. Die Handschrift der Rüeger´schen Chronik soll ebenfalls ein Porträt von ihm enthalten.

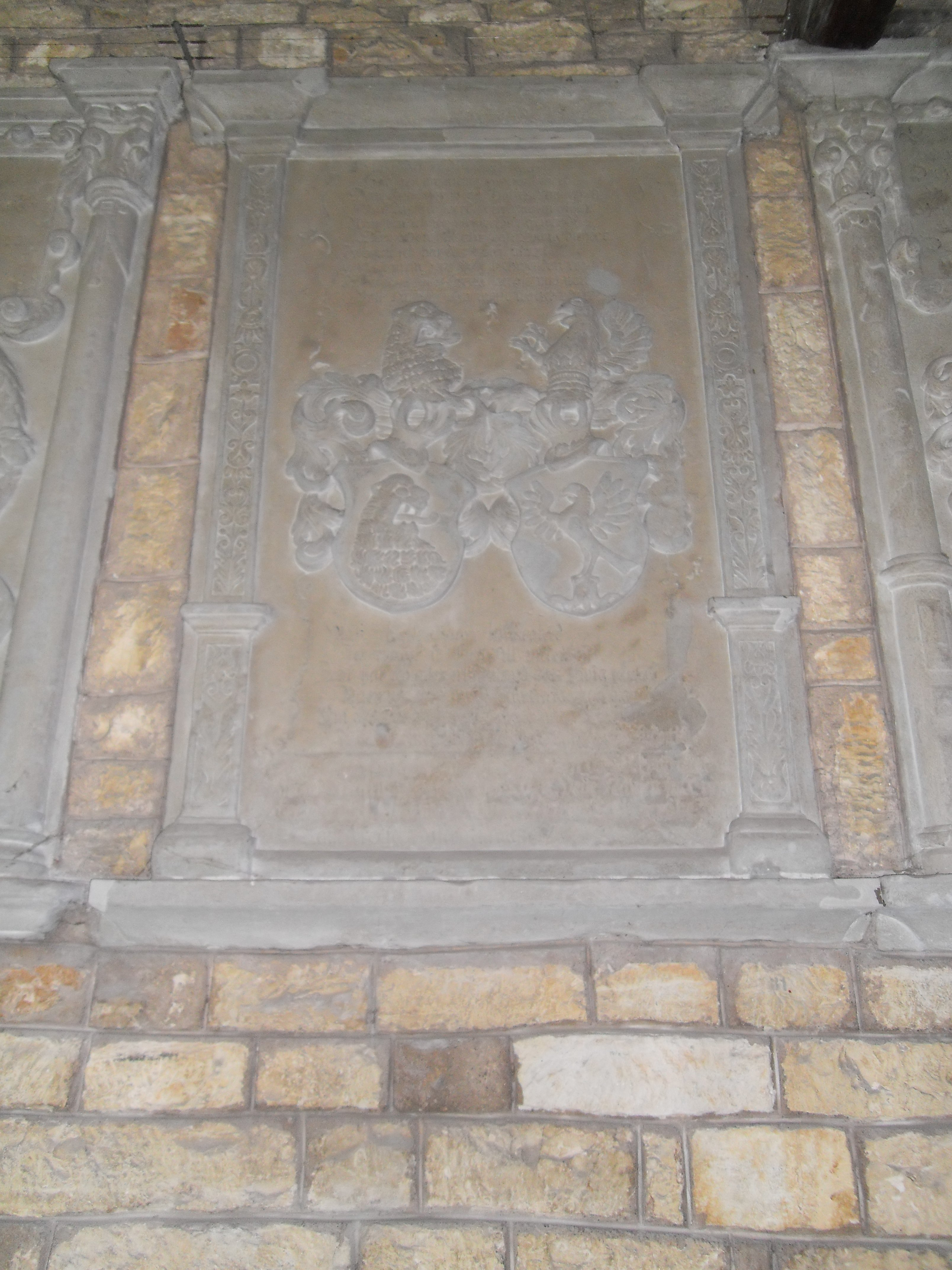
Epitaph im Dormitorium des Klosters Allerheiligen